# نقد بودیسم
نقد بودیسم اشکال مختلفی دارد، از جمله اینکه پیروان آن برخلاف اصول بودایی رفتار می‌کنند، یا اینکه این اصول این دین به‌طور سیستماتیک زنان را به حاشیه می‌برد. منابع بسیاری برای نقد وجود دارد، اعم از باستان و مدرن که ناشی از سایر ادیان است و منابع غیرمذهبی و دیگر بودایی‌ها.
در بودیسم مفهومی به اسم خدا که خالق هستی باشد وجود ندارد. بودا به بسیاری از سوال‌های هستی‌شناسی و معرفت‌شناسی پاسخ نداد و برای مقابله با کنجاوی پیروانش، استدلال می‌کرد که «کنجکاوی در مورد بسیاری از سوالات باعث اتلاف وقت و بیهودگی است» و آنان را از اندیشیدن دربارهٔ فلسفه دور می‌کرد و بحث را جایز نمی‌دانست.
بودا در پاسخ به سوالات اساسی بشر و متافیزیک سکوت کرد، سوالاتی مانند «آیا روح جدای از بدن است؟» «آیا روح بعد از مرگ باقی است؟» «آیا جهان حادث است یا قدیم؟»، «آیا کسی که به حقیقت رسیده دوباره بعد از مرگ به جهان بازخواهد گشت؟» و او فقط سکوت می‌کرد، این دسته سوالات در کتب کهن بودایی «پرسش‌های نامتعین» نامیده می‌شوند.
سکوت بودا به این سوالات، باعث شد که برخی پیروانش، فلسفه وی را اثبات‌گرایی و برخی دیگر شک‌گرایی توصیف کنند و به عقیده چاترجی و داتا در کتاب مکتب‌های فلسفی هند باعث شد که پس از مرگ او، سی مکتب دیگر از بودا ایجاد شود و برخی از این مکتب‌ها بدون پیروی از آموزه‌های بودا، در عمق متافزیک سِیر کنند.

## نقد اعمال بودایی

### زنان در بودیسم
اکثر مکاتب بودایی قوانین بیشتری نسبت به بهککون (راهب مرد) برای بهکشوها (راهبه زن) دارند. بودایی‌های تراوادا توضیح می‌دهند که در زمان گوتاما بودا، اگر راهبه‌های زن می خواستد مثل راهب‌ها، در جنگل و بین شهرها سفر بکنند، مشکلاتی از مثل امنیت و ایمنی داشتند؛ بنابراین، قوانین بیشتری برای راهبه‌ها ایجاد شد. به عنوان مثال: برای راهبه‌های زن، ممنوع است که به تنهایی سفر کنند.
الکساندر برزین به بیانیه گوتاما بودا (همان چهاردهمین دالایی لاما) در کنگره ۲۰۰۷ هامبورگ اشاره کرد:
گاهی در دین بر اهمیت مرد تأکید شده. در آیین بودا، در بالاترین نذرها، یعنی بهکشو (راهبه) و بیکشونی (راهب)، برابر هستند و حقوق یکسانی دارند. این امر، خلاف این واقعیت است که در بعضی از مناطق مذهبی، به دلیل عرف اجتماعی، بیکشوس اول راه می‌رود (و بعد راهبه پشت آن راه می‌افتد). اما بودا حقوق اساسی را به‌طور مساوی به هر دو گروه داد. بحث در مورد یا نبودن احیای احکام بیخشونی هیچ فایده ای ندارد؛ سؤال این است که چگونه می‌توان آن را به درستی در متن وینایا (کتاب قوانین بودا) انجام داد.
انتقادی‌ترین مورد در نذر ۳۵ آمیتابه یافت می‌شود: «بودا نذر تبدیل [زنان] به مردان را بنا نهاد، بدین وسیله قول داد زنان را قادر به رسیدن به بودا کند». محدودیت‌های قبلی در دستیابی به بودا توسط زنان در سوره نیلوفر لغو شد، که مسیر مستقیم روشنگری را برای زنان به همان اندازه مردان، گشود.

## ملی‌گرایی
در قرون وسطی جنوب شرقی آسیا، تعدادی از کشورهای بوداییوجود داشت، از جمله پادشاهی پاگان، پادشاهی Sukhothai و پادشاهی Polonnaruwa. به ویژه در سری‌لانکا، راهبان مدرن اغلب خود را درگیر سیاست‌های ملی گرایانه می‌کردند. این ملی گرایان بودایی مخالفت جنبش Sarvodaya Shramadana بودند، یک جنبش خودگردانی به رهبری بودایی A. A. Ariyaratne و مبتنی بر آرمان‌های بودایی، که استفاده از خشونت و انکار نقض حقوق بشر از قوم تامیل و دیگر غیر بودایی‌ها را محکوم می‌کنند.
ماونگ زارنی، مدافع دموکراسی برمه، فعال حقوق بشر، و یکی از محققان مدرسه اقتصاد لندن که در مورد خشونت در میانمار و سریلانکا می‌نویسد، معتقد است که هیچ جایی برای بنیادگرایی در بودیسم وجود ندارد. به گفته او «هیچ بودایی نمی‌تواند ملی‌گرا باشد» و «هیچ کشوری برای بودایی‌ها وجود ندارد. منظور من این است که چیزی به نام «من»، جامعه «من»، کشور «من»، نژاد «من» یا حتی ایمان «من» (در بودیسم) وجود ندارد.»

### اتهامات خشونت‌آمیز
خشونت در بودیسم به اعمال خشونت‌آمیز و پرخاشگری بودایی‌ها با انگیزه‌های مذهبی، سیاسی و فرهنگی-اجتماعی اشاره دارد. بودیسم معمولاً از جمله سنت‌های مذهبی است که حداقل خشونت را دارد، اما در تاریخ بودیسم اعمال خشونت‌آمیزی صورت گرفته که توسط بودایی‌ها انجام شده‌است.

## نقد آموزه بودایی

### نقد هیچ‌انگاری
فریدریش نیچه، از طریق آرتور شوپنهاور که بدبینی او بسیار تحت تأثیر فلسفه بودایی بود، بودیسم را به عنوان یک فلسفه نفی کننده زندگی تفسیر کرد که می‌خواهد از وجودی که تحت سلطه رنج است، فرار کند. به گفته عمر مواد، نیچه معنای آموزه بودایی را اشتباه درک کرده‌است. اصطلاح دوکخا معانی مختلفی دارد و نه بدبین است و نه خوش‌بینانه. دوکخا ممکن است به معنای ناامیدی، آرزوها، ولع مصرف‌ها، داغدیدن، تحقق نیافتن یا نارضایتی باشد.

### نقد کنفسیوس‌گرایی
بودیسم بعضاً مغایر با بسیاری از فلسفه کنفسیوس‌گرایی تلقی می‌شود. در اوایل کنفوسیونیسم، یک انتقاد اخلاقی پایدار از بودیسم وجود داشت. در حالی که بودیسم باور دارد که هیچ چیز به درستی، خود را در نظر نمی‌گیرد، کنفوسیوس گرایی در آموزه‌های خود از رشد و نقش‌های اجتماعی بسیار خود تأکید می‌کرد. در نتیجه، بسیاری آیین بودیسم را هیچ‌انگاری دانستند.

### نقدهای سکولار
سم هریس، طرفدار برجسته خداناباوری نو، معتقد است که بسیاری از پیروان آیین بودا با آن به عنوان یک دین نادرست رفتار می‌کنند و اعتقادات آنان را «ساده لوحانه، تضرع آمیز و خرافاتی» توصیف می‌کند. و معتقد است که چنین اعتقادی مانع گسترش اصول بودایی می‌شود.